# Vampires (Fernsehserie)
Vampires ist eine französischsprachige Drama-Fantasy-Fernsehserie aus dem Jahr 2020, die von Benjamin Dupas und Isaure Pisani-Ferry erstellt wurde. Die Serie handelt von Doina, einem Vampir-Mädchen, die ihre Triebe durch die Einnahme von Medikamenten unterdrückt.

## Handlung
Die Familie von Martha Radescu sind Vampire. Sie leben versteckt in Paris. Die Tochter Doina, 16, ist anders. Als Hybride, halb Mensch, halb Vampir droht sie das empfindliche Gleichgewicht zu zerstören.

## Episodenliste
| Nr. | Deutscher Titel                      | Originaltitel                   | Regie | Drehbuch |
| --- | ------------------------------------ | ------------------------------- | ----- | -------- |
| 1   | Eine ganz normale Jugendliche        | Une lycéenne comme les autres   |       |          |
| 2   | "Ich bin wohl ein Monster"           | Je suis un monstre              |       |          |
| 3   | "Du lebst jetzt in einer neuen Welt" | Oublie ta vie d'avant           |       |          |
| 4   | Ein Blut, ein Gesetz, eine Mutter    | Un sang, une loi, une mère      |       |          |
| 5   | In dieser Welt ist alles möglich     | Tout est possible dans ce monde |       |          |
| 6   | Die Alpha und Omega                  | L'Alpha et l'Oméga              |       |          |